# Piéfort

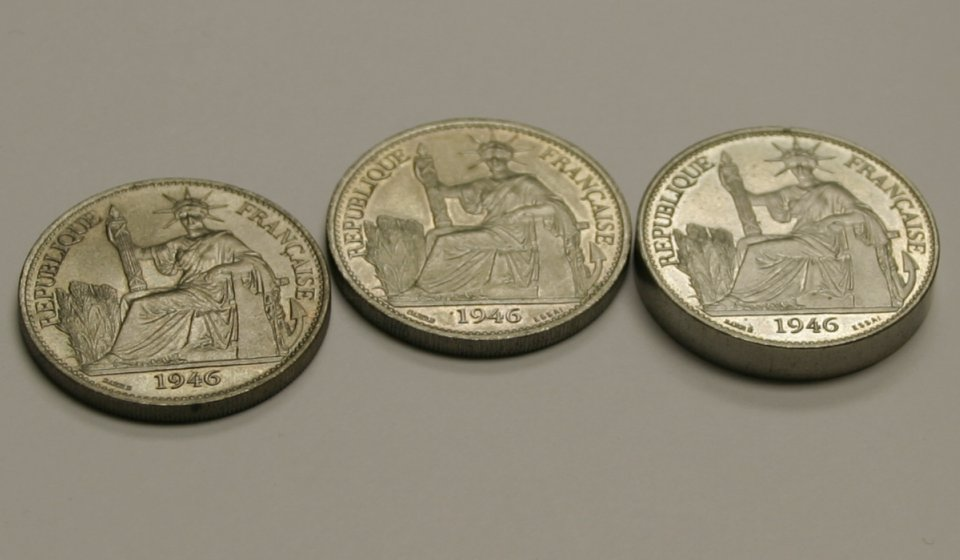
Essai et piéforts pour une monnaie destinée à l'Indochine française.

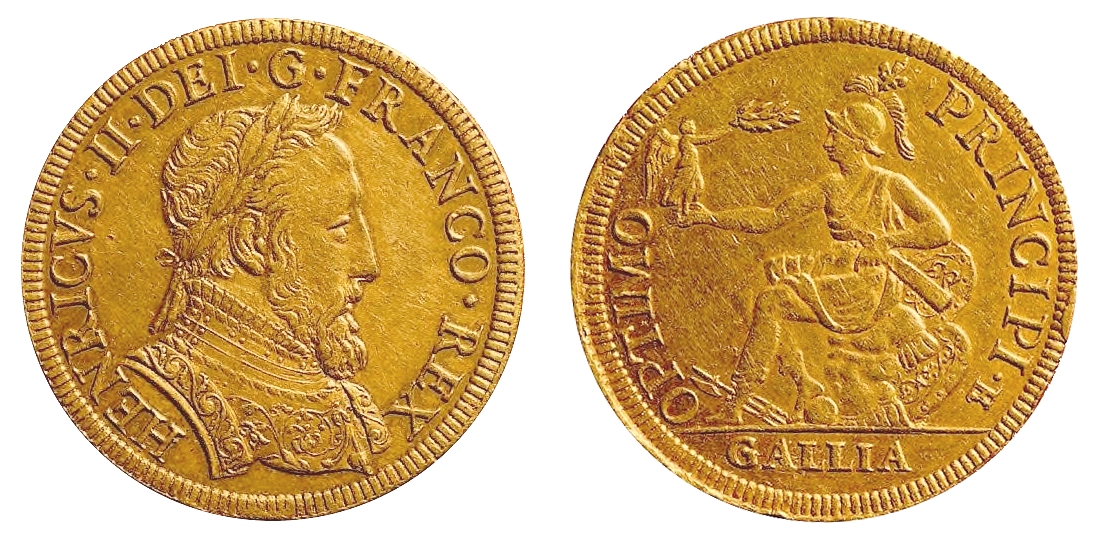
Le piéfort du double-Henri (1554) conservé à la BnF.

Un piéfort ou pied-fort est un modèle de monnaie produite en peu d'exemplaires, au type d'une monnaie de frappe courante mais d'une épaisseur double, triple, voire quadruple de la monnaie définitive. Parfois, le modèle n'a pas été retenu pour une frappe courante, il peut porter ou pas la mention « Essai ».
Le piéfort est souvent produit en plusieurs métaux courants ou nobles. Frappés en or, ils étaient destinés aux collections royales. Sa fonction était, par le passé, de transmettre un modèle de gravure aux nombreux ateliers de gravure et de frappe du territoire. De nos jours, toujours produit, il prend une valeur de prestige et d'objet de collection.
Les premiers piéforts sont apparus dans le monnayage du XVIe siècle.